# Женска репрезентација Швајцарске у хокеју на леду
Женска репрезентација Швајцарске у хокеју на леду (фр. Équipe de Suisse de hockey sur glace féminin; итал. Nazionale di hockey su ghiaccio femminile della Svizzera) национални је тим у хокеју на леду који представља Швајцарску на такмичењима на међународној сцени. Делује под ингеренцијама Савеза хокеја на леду Швајцарске који је пуноправни члан Међународне хокејашке федерације.

## Историјат
Женски сениорски национални тим Швајцарске оформљен је у зиму 1986. и чиниле су га у то време најбоље хокејашице које су се на аматерском нивоу такмичиле у Швајцарској. Већ у априлу наредне године репрезентација је по први пут наступила на међународној сцени, и то на пријатељском турниру у канадском Торонту који је представљао генералну пробу за будућа женска светска првенства у хокеју на леду. Управо у Канади су Швајцаркиње одиграле и прву званичну утакмицу у историји, и то против селекције домаћина која је у том мечу играном 21. априла 1987. забележила уверљиву победу од 10:0.
На светским првенствима дебитују 1990, а најбољи резултат остварили су на СП 2012. када је освојена бронзана медаља. на Зимским олимпијским играма дебитовали су у Торину 2006. и од тада су редовне учеснице олимпијских турнира. Највећи успех на олимпијским играма остварен је у Сочију 2014. где су Швајцаркиње освојиле бронзану меаљу, до сада прва и једина олимпијска медаља.